# 100-мм польова гармата БС-3
100-мм польова гармата зразка 1944 року БС-3 (індекс ГАУ 52-П-412) — радянська польова гармата конструкції В. Г. Грабіна. Призначена для ураження бронетехніки, у тому числі важкої, знищення живої сили і вогневих засобів противника в укриттях і на відкритій місцевості. В ході Другої світової війни успішно використовувалося для боротьби з Pz.Kpfw.V Panther і важкими танками (Pz.Kpfw.VI Ausf.Е, Pz.Kpfw.VI Ausf.В), а також як корпусна гармата для стрільби з закритих позицій. В післявоєнний період стояла і продовжує стояти на озброєнні ЗС СРСР/Росії і низки країн соціалістичного табору. Використовувалася в локальних конфліктах як протитанкова гармата і для контрбатарейної боротьби. З 2014 року використовується силами ЗСУ та ЗС РФ в ході російсько-української війни.

## Концепція і історія створення
Навесні 1943 року, коли у Вермахту на східному фронті в масовій кількості почали з'являтися нові важкі танки «Тигри», «Пантери», «Фердинанди», радянське військове командування постало перед фактом, що наявних засобів боротьби з новітніми німецькими танками явно недостатньо: полігонні випробування показали, що проти лобової броні «Тигра» більш-менш ефективні тільки 85-мм зенітна гармата зразка 1939 року і 122-мм корпусна гармата зразка 1931 року А-19.
У відповідності з постановою Державного комітету оборони про посилення протитанкової оборони від 15 квітня 1943, в травні 1943 року Центральне артилерійське конструкторське бюро розпочало розробку нової протитанкової гармати калібру 100 мм з великою початковою швидкістю важкого бронебійного снаряда. За задумом головного конструктора Василя Гавриловича Грабіна за основу гармати була взята 100-мм корабельна артилерійська установка Б-34 зразка 1940 року під унітарний патрон з глибокою, 1,5 мм, нарізкою ствола. В порівнянні з іншим прототипом — 107-мм гарматою зразка 1940 року, Б-34 мала в півтора рази більшу дульну енергію. Не менше значення мало унітарне заряджання, що дозволяло досягти необхідної для протитанкової гармати скорострільності.
За місяць, до 4 червня 1943, ЦАКБ розробило документацію на польову гармату, яка отримала індекс С-3. Прийнята на озброєння в травні 1944 року як важка 100-мм польова гармата БС-3. Вироблялася на ленінградських заводах «Більшовик» № 232 і «Арсенал» № 7. Всього у 1944–1951 роках було виготовлено 3816 одиниць БС-3.

## Конструкція
Три конструктивні особливості відрізняють БС-3 від раніше розроблених вітчизняних систем. Це торсіонна підвіска, гідропневматичний врівноважувальний механізм і лафет, виконаний за схемою зверненого опорного трикутника. Вибір торсіонної підвіски й гідропневматичного врівноважувального механізму був обумовлений вимогами легкості і компактності вузлів, а зміна схеми лафета помітно знижувала навантаження на станини при стрільбі на максимальних кутах повороту верхнього станка. Якщо в звичайних схемах лафета кожну станину розраховували на 2/3 сили віддачі гармати, то в новій схемі сила, що діє на станину при будь-якому куті горизонтального наведення, не перевищувала 1/2 сили віддачі. Крім того, нова схема спрощувала обладнання бойової позиції. Завдяки всім цим новинкам … в її конструкції вдалося досягти найбільш досконалого поєднання потужності і рухливості…— О. Є. Хворостін, лауреат Державної премії СРСРОригінальний текст (рос.)
Три конструктивные особенности отличают БС-3 от ранее разработанных отечественных систем. Это торсионная подвеска, гидропневматический уравновешивающий механизм и лафет, выполненный по схеме обращенного опорного треугольника. Выбор торсионной подвески и гидропневматического уравновешивающего механизма был обусловлен требованиями легкости и компактности узлов, а изменение схемы лафета заметно снижало нагрузку на станины при стрельбе на максимальных углах поворота верхнего станка. Если в обычных схемах лафета каждую станину рассчитывали на 2/3 силы отдачи орудия, то в новой схеме сила, действующая на станину при любом угле горизонтальной наводки, не превышала 1/2 силы отдачи. Кроме того, новая схема упрощала оборудование боевой позиции. Благодаря всем этим новинкам … в ее конструкции удалось достигнуть наиболее совершенного сочетания могущества и подвижности…
Ствол гармати складається з труби-моноблока, казенника, задньої і передньої обойм, муфти і дульного гальма. Двокамерне дульне гальмо має ефективність близько 60%. Затвор клиновий вертикальний з напівавтоматикою механічного типу. Гармата оснащена гідравлічним гальмом відкоту і гідропневматичним накатником. Люлька коритоподібна клепана. Поворотний механізм гвинтовий, підйомний — двосекторний. Підресорювання торсіонне. Колеса спарені від вантажівки ГАЗ-АА з посиленими гумовими шинами.
Завдяки використанню клинового затвора з вертикальним клином і напівавтоматикою, а також застосуванню унітарних пострілів, скорострільність гармати складає 8-10 пострілів на хвилину. Стрільба з гармати велася унітарними патронами з бронебійно-трасуючими снарядами і осколково-фугасними гранатами. Бронебійно-трасуючий снаряд, маючи початкову швидкість 895 м/с, пробивав броню товщиною 160 мм на дальності 500 м при куті зустрічі 90° . Дальність прямого пострілу складала 1080 м. Стрільба осколково-фугасними гранатами велася при контрбатарейній боротьбі та придушення дальніх цілей. Найбільша дальність стрільби осколково-фугасною гранатою становила 20650 м. Для стрільби прямою наводкою використовувався оптичний приціл ОП1-5, а з закритих позицій — панорамний приціл С71А-5. Гармати перших випусків виготовлялися без прицілу прямої наводки.
Транспортувалася гармата без передка. Для її перевезення застосовували тягачі Я-12 і АТ-Л, бронетранспортер М-2 чи автомобіль ЗІС-151. Швидкість буксирування — до 50 км/год.

## Застосовувані боєприпаси
| Номенклатура боєприпасів  |                                                                  |                |                   |                  |            |                  |                       |                                      |                            |
| Індекс пострілу           | Тип снаряду                                                      | Індекс снаряду | Маса пострілу, кг | Маса снаряду, кг | Маса ВР, г | Індекс підривача | Дульна швидкість, м/с | Дальність пострілу прямим наведенням | Рік прийняття на озброєння |
| Бронебійні снаряди        |                                                                  |                |                   |                  |            |                  |                       |                                      |                            |
| УБР-412                   | бронебійний гостроголовий, трасувальний                          | БР-412         | 30,10             | 15,88            | 65         | МД-8             | 897                   | 1040                                 | 1944                       |
| УБР-412Б                  | бронебійний тупоголовий з балістичним наконечником, трасувальний | БР-412Б        | 30,10             | 15,88            | 65         | МД-8             | 897                   | 1040                                 | 1944                       |
| Осколково-фугасні снаряди |                                                                  |                |                   |                  |            |                  |                       |                                      |                            |
| УО-412                    | морська осколкова граната                                        | О-412          | н/д               | 15,94            | н/д        | РГМ              | 898                   | 1200                                 |                            |
| УОФ-412                   | осколково-фугасний                                               | ОФ-412         | 30,20             | 15,60            | 1460       | РГМ              | 900                   | 1100                                 |                            |
| УОФ-412У                  | осколково-фугасний, зі зменшеним зарядом                         | ОФ-412         | 27,10             | 15,60            | 1460       | РГМ              | 600                   | 730                                  |                            |

## Модифікації
В післявоєнний період БС-3 суттєвих змін не зазнала. Модернізації в першу чергу стосувалися боєприпасів і прицілів. В 1960-1970-х роках були розроблені і прийняті на озброєння оперені кумулятивні і підкаліберні снаряди 3БК5, 3БК17 та 3БМ8, 3БМ25, здатні пробивати броню сучасних основних бойових танків. А з 1980-х років у БС-3 застосовується також керований протитанковий снаряд 9М116 «Бастіон», який по нормалі пробиває 550-міліметрову броню на дистанції до 4000 метрів.

## Бойове застосування

### Друга світова війна

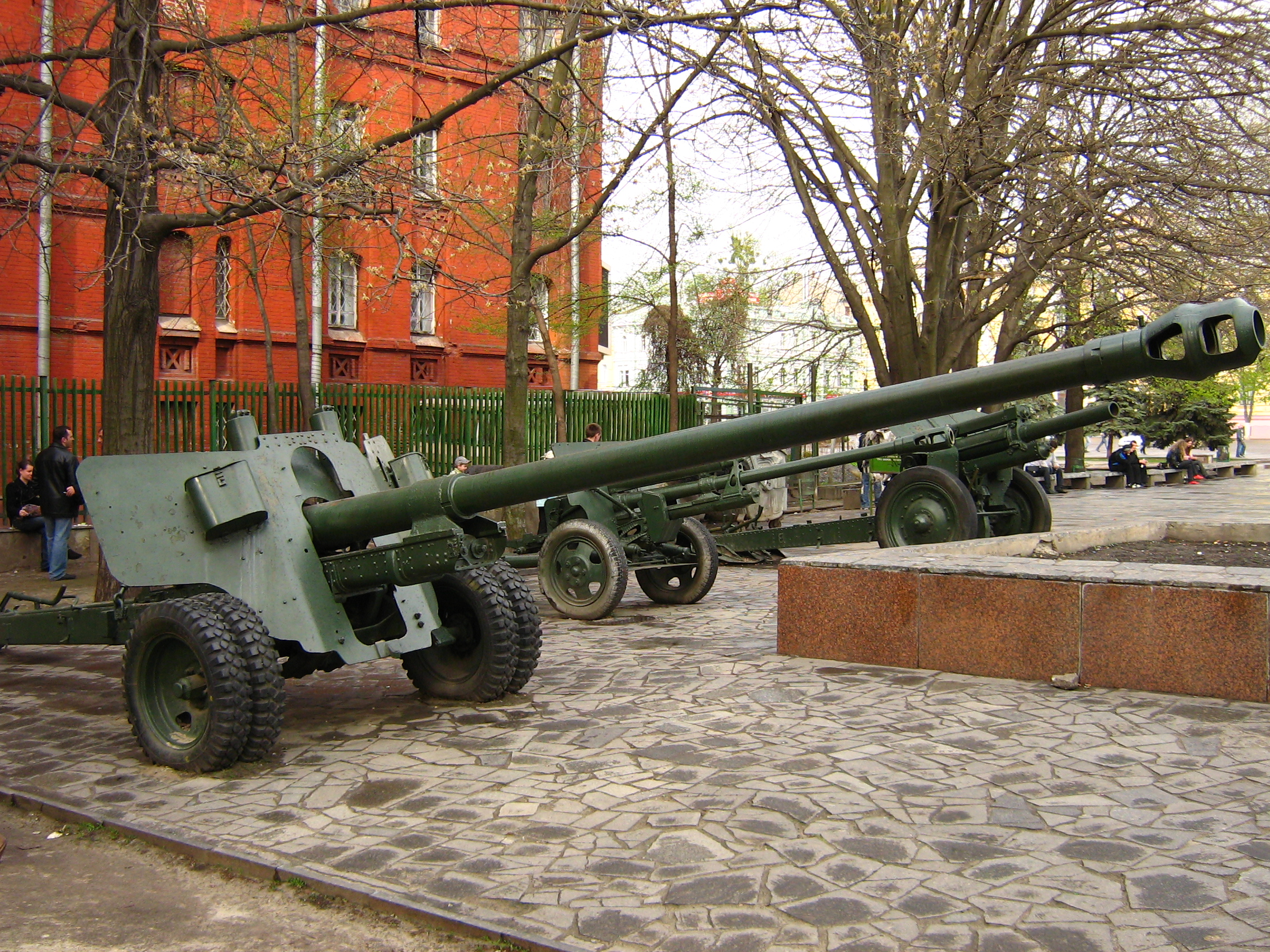
БС-3 (перший план) на оглядовому майданчику на площі Конституції в Харкові

У серпні 1944 року, коли БС-З почали надходити на озброєння армії, війна вже наближалася до завершення, тому досвід бойового застосування цієї гармати обмежений. Тим не менше, мобільна, з хорошими балістичними характеристиками гармата БС-3 успішно використовувалася частинами Червоної армії на останньому етапі війни. Гармата перебувала на озброєнні легких артилерійських бригад танкових армій. Використовувалося також в частинах корпусної артилерії.
До кінця німецько-радянської війни РСЧА було отримано близько 400 гармат БС-3. Після війни ця гармата ще довго перебувала на озброєнні Радянської армії, а також продавалася або передавалося країнам соціалістичного табору, застосовувалася у багатьох збройних конфліктах і зарекомендувала себе як потужна та ефективна зброя. При використанні нових кумулятивних і підкаліберних снарядів БС-3 пробивала будь-яку броню танків M48, «Чіфтен», M60.

### Російсько-українська війна
Відмічені випадки застосування російських БС-3 бойовиками ЛНР в війні на Донбасі, зокрема в боях на луганському напрямку 12-13 липня 2014 року.
Також з 2014 року стоїть на озброєнні батальйону «Азов», використовується для відбиття атак російських окупантів. 
Гармати БС-3 застосовуються силами ЗСУ для відбиття російської агресії. У вересні 2023 року Державна прикордонна служба України оприлюднила кадри застосування БС-3 по російським позиціям. Українські артилеристи використовують БС-3 для знищення вогневих засобів і живої сили російських окупантів осколково-фугасними снарядами.
Станом на 25 травня 2025 року редактори Oryx Blog знайшли фото чи відео підтвердження безповоротної втрати Україною 3 гармат БС-3: 1 знищено та 2 захоплено російськими військовими.

## Оператори
БС-3 досі знаходиться на озброєнні щонайменше десятка країн Азії і Африки. Зокрема, не зважаючи на те, що більша частина гармат БС-3 знаходиться на консервації на складах Російської армії, вона досі використовується як гармата берегової оборони, зокрема у складі 18-ї кулеметно-артилерійської дивізії, дислокованої на Курильських островах.

### Поточні
- В'єтнам — деяка кількість БС-3 на озброєнні, станом на 2024 рік[12]
- Ефіопія — деяка кількість БС-3 на озброєнні, станом на 2024 рік[13]
- Кіпр — 6 одиниць БС-3 на озброєнні, станом на 2024 рік[14]
- Киргизстан — 18 одиниць БС-3 на озброєнні, станом на 2024 рік[15]
- Республіка Конго — 10 одиниць БС-3 на озброєнні, станом на 2024 рік[16]
- Мозамбік — 20 одиниць БС-3 на озброєнні, станом на 2024 рік[17]
- Монголія — деяка кількість БС-3 на озброєнні, станом на 2024 рік[18]
- Нікарагуа — 24 одиниці БС-3 на озброєнні, станом на 2024 рік[19]
- Судан — деяка кількість БС-3 на озброєнні, станом на 2024 рік[20]
- Україна — невідома кількість, станом на 2024 рік

### Колишні
- СРСР/ Росія — декількасот на зберіганні, > 12 од. у складі 18-ї кулад
- Болгарія — 89 БС-3, станом на 2007 рік[21]
- Ємен — 20 БС-3, станом на 2007 рік[22]
- Малі — 6 БС-3, станом на 2007 рік[23]
- НДР — всього було поставлено 144 одиниці БС-3